# ماري كلود نداف
ماري كلود نداف هي ناشطة وراهبة. في عام 1994، أصبحت الأم العليا في دير الراعي الصالح في دمشق، وفي عام 1996، فتحت مع ديها «مأوى الواحة»، المنشأة سورية الأولى لضحايا الاتجار بالبشر والعنف المنزلي. كما أنها بدأت أول خط هاتفي ساخن في سوريا، والذي كان موصول بـحالات الطوارئ للنساء.
فازت في حق النساء في حجز الشرطة في سورية بأرسالهن إلى الملجأ، إذا عقدوا العزم على أن يكنَ ضحايا للاتجار. كما أنها أنشأت مدرسة الحضانة وبرنامج التعليم المهني في السجن في دمشق.
تلقت في 2010 جائزة أشجع امرأة دولية.